# Milník

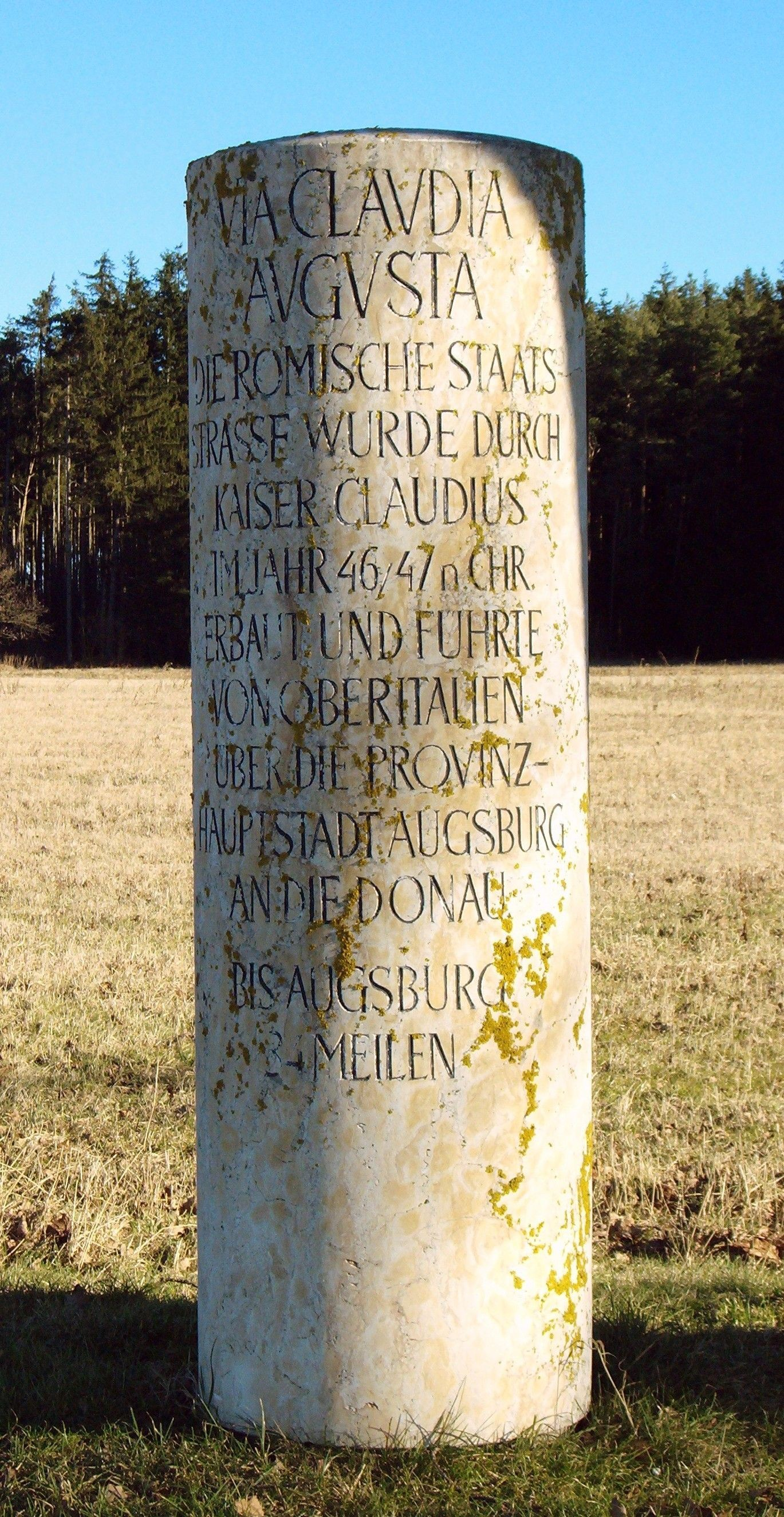
Replika římského milníku v Bavorsku

Milník je patník nebo sloup, který stojí u cesty, silnice, trati nebo splavného vodního toku a označuje vzdálenost od výchozího místa (nebo staničení) v mílích. Milníky byly budovány již ve starověku.
V zemích s metrickou soustavou se v podobné funkci používá kilometrovník (nebo hektometrovník).
V češtině se výraz používá i pro označení dílčího cíle.

## Historie
Délka římské silniční sítě se odhaduje až na 300 000 km. Úseky silnic byly dobře rozměřeny. Tisíc dvojkroků (lat. mille passuum) byla jedna míle, čili 1,609 km. V těchto vzdálenostech byly osazeny kamenné milníky. Většinou byly zhotoveny z materiálu z místních zdrojů, ale ty významné byly kamenicky zpracované, leckdy z dovezených, vzácnějších surovin. Zlatý milník, zřízený císařem Augustem v místě pupku světa na Forum Romanum v Římě byl z pozlaceného bronzu, zakončený zlatou koulí a své zlaté milníky měly i jednotlivé provincie. Na konci Via Appia v přístavním městě Brindisi ještě dnes stojí 15 m vysoký sloup – kdysi zde byly dva. Na milnících pořadově číslovaných byly uváděny vzdálenosti od výchozího místa silnice, případně jména budovatelů či rok výstavby nebo rekonstrukce. U některých milníků vyrostly zájezdní hostince, často podle jejich čísla pojmenovávané.